# Miss Mundo 1989
O 39º Concurso Miss Mundo marcou a primeira vez em que o concurso foi realizado fora de Londres, Reino Unido. Ele foi realizado no Centro de Convenção e Exibição de Hong Kong e 78 mulheres estavam concorrendo. A vencedora foi Aneta Kręglicka, da Polônia.

## Placements
| Final results   | Contestant |
| --------------- | --- |
| Miss World 1989 | - Poland – Aneta Kręglicka |
| 1st runner-up   | - Canada – Leanne Caputo |
| 2nd runner-up   | - Colombia – Mónica María Isaza Mejía |
| 3rd runner-up   | - Thailand – Prathumrat Woramali |
| 4th runner-up   | - United States – Jill Renee Scheffert |
| Semi-finalists  | - American Virgin Islands – Vania Thomas - Australia – Natalie Tania McCurry - Ireland – Barbara Ann Curran - Mauritius – Jeanne Françoise Nathalie Clement - United Kingdom – Suzanne Younger |

## Continental Queens of Beauty
| Continental Group | Contestant                               |
| ----------------- | ---------------------------------------- |
| Africa            | - Mauritius – Jeanne-Françoise Clement   |
| Americas          | - Canada – Leanne Caputo                 |
| Asia              | - Thailand – Prathumrat Woramali         |
| Caribbean         | - American Virgin Islands – Vania Thomas |
| Europe            | - Poland – Aneta Beata Kreglicka         |
| Oceania           | - Australia – Natalie Tania McCurry      |

## Competidoras
| Nation                                                 | Contestant                           | Hometown                   | Preliminary Score |
| ------------------------------------------------------ | ------------------------------------ | -------------------------- | ----------------- |
| American Virgin Islands                                | Vania Thomas                         | St. Thomas                 | 22                |
| Argentina                                              | Patricia Weidenhofer                 | La Pampa                   | 19                |
| Aruba                                                  | Delailah Odor-Wever                  | Oranjestad                 | 18                |
| Australia                                              | Natalie Tania McCurry†               | Sydney                     | 25                |
| Austria                                                | Marion Amann                         | Viena                      | 20                |
| Bahamas                                                | Carolyn Moree                        | Nassau                     | 18                |
| Belgium                                                | Greet Ramaekers                      | Limbourg                   | 18                |
| Belize                                                 | Martha Badillo                       | San Pedro                  | 18                |
| Bermuda                                                | Cherie Tannock                       | Warwick                    | 18                |
| Bolivia                                                | María Victoria Julio                 | Tarija                     | 20                |
| Canada                                                 | Leanne Caputo                        | Milton                     | 29                |
| Cayman Islands                                         | Michelle Garcia                      | Grand Cayman               | 18                |
| Chile                                                  | Claudia Celis Bahamondes             | Santiago                   | 18                |
| Taiwan                                                 | Wang Min-Yei                         | Taipei                     | 18                |
| Colombia                                               | Mónica María Isaza Mejía             | Medellín                   | 27                |
| Costa Rica                                             | María Antonieta Sáenz Vargas         | San José                   | 18                |
| Curaçao                                                | Supharmy Sadjie                      | Willemstad                 | 18                |
| Cyprus                                                 | Irma Voulgari                        | Larnaca                    | 18                |
| Czechoslovakia                                         | Jana Hronkova                        | Košice                     | 21                |
| Denmark                                                | Charlotte Pedersen                   | Holstebro                  | 21                |
| Dominican Republic                                     | Irma Guillermina Mauriz Pimentel     | San Felipe de Puerto Plata | 19                |
| Ecuador                                                | Ximena Paulett Correa Jarre          | Machala                    | 18                |
| El Salvador                                            | Ana Estela Aguilar                   | San Salvador               | 19                |
| Finland                                                | Åsa Maria Lovdahl                    | Helsinki                   | 26                |
| France                                                 | Stephanie (Peggy) Zlotkowski         | Bordeaux                   | 19                |
| Germany                                                | Jasmine Bell                         | Berlin                     | 22                |
| Ghana                                                  | Afua Amoah Bonsu                     | Accra                      | 18                |
| Gibraltar                                              | Audrey Gingell                       | Gibraltar                  | 18                |
| Greece                                                 | Katerina Petropoulou                 | Athens                     | 18                |
| Guam                                                   | Cora Taitano Yanger                  | Mangilao                   | 18                |
| Guatemala                                              | Rocío Lerma de la Vega               | Guatemala City             | 19                |
| Guyana                                                 | Lyla Shalimar Ryhaan Majeed          | Georgetown                 | 18                |
| Predefinição:Country data Holland                      | Liesbeth Caspers                     | Noordwijk                  | 25                |
| Honduras                                               | Belinda Bodden Álvarez               | San Pedro Sula             | 20                |
| Predefinição:Country data British Hong Kong            | Ewong Yung-Hung                      | Hong Kong Island           | 18                |
| Hungary                                                | Magdolna Gerloczy                    | Budapest                   | 22                |
| Iceland                                                | Hugrún Linda Guðmundsdóttir          | Reykjavík                  | 19                |
| Ireland                                                | Barbara Ann Curran                   | Dublin                     | 27                |
| Israel                                                 | Ronit Siton                          | Jerusalem                  | 23                |
| Italy                                                  | Paola Mercurio                       | Naples                     | 24                |
| Jamaica                                                | Natasha Lee Marcanik                 | Kingston                   | 18                |
| Japan                                                  | Kaori Muto                           | Tokyo                      | 19                |
| Kenya                                                  | Grace Chabari                        | Mombasa                    | 19                |
| Korea                                                  | Kim Hye-ri                           | Seoul                      | 24                |
| Predefinição:Country data Latvian SSR                  | Ina Magone                           | Liepāja                    | 18                |
| Luxembourg                                             | Chris Scott                          | Luxembourg City            | 23                |
| Macau                                                  | Guilhermina Madeira da Silva Pedruco | Macau                      | 19                |
| Malaysia                                               | Vivien Chen Shee-Yee                 | Kuching                    | 18                |
| Malta                                                  | Marika Micallef                      | Għargħur                   | 18                |
| Mauritius                                              | Jeanne-Françoise Nathalie Clement    | Beau Bassin                | 20                |
| Mexico                                                 | Nelia María Ochoa Arteaga            | Veracruz                   | 22                |
| Namibia                                                | Emarencia (Emsie) Esterhuizen        | Windhoek                   | 18                |
| New Zealand                                            | Helen Rowney                         | Auckland                   | 18                |
| Nigeria                                                | Bianca Onoh                          | Enugu                      | 18                |
| Norway                                                 | Bente Brunland                       | Oslo                       | 25                |
| Panama                                                 | Gloria Stella Quintana               | Panama City                | 21                |
| Papua New Guinea                                       | Joycelin Leahy                       | Port Moresby               | 18                |
| Paraguay                                               | Alicia María Jaime Villamayor        | Asunción                   | 18                |
| Peru                                                   | Maritza Zorrilla Priori              | Lima                       | 19                |
| Philippines                                            | Estrella Singson Querubin            | Manila                     | 20                |
| Poland                                                 | Aneta Beata Kreglicka                | Gdańsk                     | 30                |
| Portugal                                               | Maria Angelica Mira Rosado           | Lisbon                     | 20                |
| Puerto Rico                                            | Tania Collazo                        | Orocovis                   | 18                |
| Predefinição:Country data St. Vincent & the Grenadines | Anna Young                           | Kingstown                  | 20                |
| Singapore                                              | Jacqueline Ang                       | Singapore                  | 19                |
| Spain                                                  | Eva María Pedraza López              | Córdoba                    | 18                |
| Sri Lanka                                              | Serena Danvers                       | Colombo                    | 18                |
| Sweden                                                 | Lena Berglind                        | Gothenburg                 | 18                |
| Switzerland                                            | Catherine Mesot                      | Wil                        | 19                |
| Thailand                                               | Prathumrat Woramali                  | Bangkok                    | 17                |
| Predefinição:Country data Trinidad & Tobago            | Samantha Bhagan                      | Goodwood Park              | 19                |
| Turkey                                                 | Burcu Burkut                         | İzmir                      | 19                |
| Uganda                                                 | Doreen Lamon-Opira                   | Kampala                    | 18                |
| United Kingdom                                         | Suzanne Younger                      | Caerphilly                 | 26                |
| United States                                          | Jill Renee Scheffert                 | Oklahoma City              | 26                |
| USSR                                                   | Anna Gorbunova                       | Zelenograd                 | 24                |
| Venezuela                                              | Fabiola Chiara Candosín Marchetti    | Caracas                    | 20                |
| Iugoslávia                                             | Aleksandra Dobraš                    | Banja Luka                 | 18                |